# Otočić Veli Orjul
Otočić Veli Orjul är en ö i Kroatien.   Den ligger i länet Gorski kotar, i den sydvästra delen av landet, 180 km sydväst om huvudstaden Zagreb. Arean är 1,4 kvadratkilometer.
Terrängen på Otočić Veli Orjul är platt. Öns högsta punkt är 29 meter över havet. Den sträcker sig 2,5 kilometer i nord-sydlig riktning, och 1,7 kilometer i öst-västlig riktning.